# 日本城郭研究センター
日本城郭研究センター（にほんじょうかくけんきゅうセンター）は兵庫県姫路市にある日本国内外の城郭を調査・研究する施設。

## 概要
1990年に市制100周年記念事業の一環で開館。姫路城の旧中曲輪北部（現姫路公園北部）に位置している。同敷地内に姫路市立城郭研究室と姫路市立図書館（城内図書館）を併設している。
2021年7月にリニューアルし、全館でトイレの洋式化とLED照明への変更を行い、1階に授乳室を新設、2階の特別閲覧室の広さを倍に拡張した。

## 施設
建物は地上2階、地下1階で、延べ床面積は約7500平方メートル。
- 2階 - 城郭研究室
- 1階 - 城内図書館

## 利用案内
- 利用時間：平日の9時から12時まで、昼休憩を挟み13時から17時まで
- 休館日：土曜・日曜・祝日、年末年始、他に室長の定める日

## 交通
- JR姫路駅・山陽姫路駅から神姫バス「野里門」下車。

## 周辺
- 姫路城
- 好古園 - 西御屋敷跡に整備された庭園。
- 男山八幡宮・千姫天満宮・水尾神社（男山配水池公園）
- 兵庫県立歴史博物館
- 姫路市立美術館
- 姫路市立動物園
- 姫路東消防署
- 姫路医療センター
- 姫路文学館